# Dašt-e Haštadan
Dašt-e Haštadan (perz. دشت هشتادان) je geološka depresija smještena većim zapadnim dijelom u Razavi Horasanu u Iranu odnosno manjim istočnim dijelom u pokrajini Herat u Afganistanu, nazvana prema navodnim ostacima 80 kanata. Nalazi na središtu Iranske visoravni, južno od riječnog zavoja Hariruda i pruža se duljinom od 40 km u smjeru istok−zapad odnosno širinom od 25 km. Na sjeveru je omeđena planinom Kuh-e Korban (1028 m, poznata i kao Kuh-e Sendžedi ili Kuh-e Darband), na istoku Kuh-e Sang-e Dohtarom (1345 m), na jugoistoku Kuh-e Jal-e Harom (1092 m), na jugu Kuh-e Gedajanom (1128 m), te na jugozapadu i zapadu Baharškim gorjem. Dašt-e Haštadan pripada geološkoj zoni koja se prema jugu nadovezuje na depresije poput Namakzara, Petergana i Dašt-e Navmeda odnosno prema zapadu na središnji Iran i pustinju Dašt-e Lut, a njihov stratigrafski profil sastoji se od stabilne paleozojske platforme prekrivene gustim mezozojskim sedimentima odnosno holocenskim aluvijem. Nadmorska visina depresije kreće se od najviše 1000 m uz planinska podnožja do najmanje 750 m uz kanjon rijeke Kal-e Šurab na sjeveru. Druga važna rijeka u depresiji jest Kal-e Darband koja otječe prema sjeverozapadu, a obje tekućice pripadaju porječju Hariruda odnosno slijevu Karakuma. Na području Dašt-e Haštadana ovisno o visini isprepliću se dvije vrste klima − vruća pustinjska (BWh) i hladna stepska (BSk). Flora prvenstveno uključuje razne sukulente i halofite karakteristične za pustinjske i polupustinjske predjele, a fauna više vrsta gmazova i sisavaca. Iako su faunu ovih prostora istraživali još A. Keyserling kasnih 1850-ih odnosno W. T. Blanford ranih 1870-ih godina, ona je do danas relativno slabo istražena. Koncem 19. stoljeća u Haštadanu je zabilježen i perzijski kulan, podvrsta azijskog divljeg magarca koji je danas ugrožena vrsta.
U geopolitičkom smislu Dašt-e Haštadan je u potpunosti pripadao Iranu sve do 18. stoljeća kada se zbog političkog rasula prouzrokovanog padom safavidske dinastije našao u pojasu između kadžarskog Irana i duranijske monarhije, temelja suvremenog Afganistana. Granično područje je dugo vremena bilo nenaseljeno i od male gospodarske važnosti za obje zemlje, a potreba za preciznim definiranjem državne granice pojavila se u travnju 1885. godine zbog izbijanja niza graničnih incidenata. Iste godine Iran i Afganistan sazvali su nezavisnu arbitražu izabravši pritom za posrednika Britansku Indiju koja je sljedeće godine za arbitra postavila C. S. MacLeana, britanskog veleposlanika u Horasanu i Sistanu. Razgraničavanje depresije zbog raznih je problema odgađano pune četiri godine da bi naposljetku MacLean tijekom 1890. i 1891. godine podigao 39 graničnih kolaca uzduž 66 km. Ovaj potez brzo je popraćen stvaranjem malih i stalno naseljenih oaza s obje strane granice, osobito na iranskoj. Najveća naselja u Dašt-e Haštadanu danas su iranski Karat, Rahne, Čah-e Fazeli-je Pain i Ferezne, te afganistanski Gorgabad, Valiabad i Čah-Gaz. Zapadnim dijelom Dašt-e Haštadana prolazi iranska cesta 99 kojom se prvenstveno služe iranska granična policija i oružane snage. Također, s iranske strane nalazi se i niz graničnih fortifikacija namijenjenih protiv afganistanskih krijumčara opijuma.